# Torn (Computerspiel)
Torn ist ein text-basiertes MMORPG. Das Spiel wurde von dem britischen Entwickler Joe Chedburn 2003 programmiert und 2004 veröffentlicht. Es gehört zu den größten Online-Text-Based MMORPGs seiner Zeit. Die Handlung des Spiels geschieht in einer fiktiven, virtuellen Stadt mit kriminellen und geschäftlichen Aspekten. Es verfügt über eine eigene In-Game-Währung, die durch verschiedene Wege, die der Spieler frei wählen kann, erspielt werden kann. Zudem kommen optionale Elemente hinzu (z. B. das Aufsteigen in verschiedenen Fähigkeiten).

## Geschichte
Torn wurde erstmals 2004 veröffentlicht. Das Spiel umfasst einen fiktiv-virtuellen Ort namens Torn City, der von Kriminalität durchdrungen ist. Wie bei vielen Rollenspielen, beginnen die Spieler von ganz unten und müssen mit Erfahrungspunkten die Karriereleiter aufsteigen. Im Fokus steht das Begehen von Straftaten und PVP-Kämpfe als Weg, im Spiel aufzusteigen. Das Level-System in Torn unterscheidet sich zu anderen MMORPGs, indem der Level-Fortschritt vor dem Spieler versteckt wird. Spieler können In-Game-Vorteile durch Echtgeld erwerben, diese werden als „Spenden“ angegeben. Die Torn-Beta endete am 15. November 2004, mit über eine Million Nutzern ab 2008. Eine Großüberarbeitung der Torn-Engine wurde 2014 durchgeführt und unter dem Namen Torn „RESPO“ am 23. Juni 2014 veröffentlicht. Im Jahr 2018 erschien Torn im Playstore für Android.

### Crimes 2.0
Torn erhielt mehrere neue Items und Änderungen durch Updates. Das größte war das Crime-2.0-Update, das 2014 angekündigt worden war und am 20. Juni 2023, nach fast neun Jahren Entwicklung, erschien. Ziel des Updates bestand darin, das alte System, dass seit 2004 existierte, weitestgehend neu zu erfinden und zu erneuern. Das Update umfasst neue Aspekte im Verbrechenssystem mit Einfluss der Ingame-Zeit.